# Gray Light Car Corporation
Gray Light Car Corporation war ein US-amerikanischer Hersteller von Automobilen.

## Unternehmensgeschichte
H. A. Grey gründete 1920 das Unternehmen. Der Sitz war in Denver in Colorado. Er begann mit der Produktion von Automobilen. Der Markenname lautete Gray. Pläne für ein größeres Werk in Longmont konnten nicht verwirklicht werden. Noch 1920 endete die Produktion. 1921 wurde das Unternehmen aufgelöst. Insgesamt entstanden nur wenige Fahrzeuge.
Es bestanden keine Verbindungen zur Andermat Machine Company und zur Gray Motor Corporation, die den gleichen Markennamen verwendeten.

## Fahrzeuge
Der Hersteller bezeichnete seine Fahrzeuge als Light Car, also Kleinwagen. Sie wiesen allerdings einige Elemente auf, die auf Cyclecar hindeuten. Dabei war in den USA der Boom der Cyclecars seit 1914 vorüber. Die Räder stammten von einem Motorrad. Zur Wahl standen zwei verschiedene Motoren von Harley-Davidson. Dies waren ein Ein- und ein Zweizylindermotor. Der Neupreis lag zwischen 350 und 450 US-Dollar.